# Pedro Montt
Pedro Montt Montt (ur. 1846 albo 1848 w Santiago, zm. 16 sierpnia 1910 w Niemczech) – chilijski polityk. Od 1906 do 1910 urzędował jako prezydent kraju.
Pedro Montt urodził się w 1846 (według innych źródeł: w 1848) jako syn Manuela Montt Torresa (prezydenta Chile od 1851 do 1856) oraz Rosario Montt Prado.

## Początki kariery politycznej
Po ukończeniu szkoły do 1870 studiował prawo na Universidad de Chile. Wstąpił do Partii Narodowej i wkrótce objął w niej przywództwo. Od 1879 zasiadał w parlamencie Chile z okręgu wyborczego Petorca i La Ligua.
W 1881 poślubił Sarę del Campo Yávar. Związek ten nie przyniósł mu jednak potomstwa.
Pod rządami prezydenta José Manuela Balmacedy Pedro Montt objął jesienią 1887 ministerstwo sprawiedliwości i wychowania publicznego, a w październiku 1889 ministerstwo finansów. W 1890 wystąpił przeciw prezydentowi Balmacedzie i wziął udział w wojnie domowej 1891 roku, nie rezygnując z przewodniczenia Partii Narodowej. Na polecenie rządu Montt, który mówił biegle po angielsku, francusku i niemiecku, wyruszył z misją dyplomatyczną do Peru, USA oraz do Europy. Po zwycięstwie sił rewolucyjnych w 1891 prezydent Jorge Montt Álvarez desygnował go na ministra spraw wewnętrznych.

## Prezydentura
Jako reprezentant regionu Cautín w 1900 dostał się do Senatu. W wyborach prezydenckich w 1901 Pedro Montt wystartował jako kandydat Coalición. Przegrał jednak z Germán Riesco Errázuriz. W 1906 Montt powinien reprezentować w Senacie stolicę Santiago, jednak nie doszło do tego, gdyż w czerwcu, startując po raz drugi w wyborach, został wybrany na prezydenta Chile.
Objęcie przez niego urzędu 18 września 1906 zbiegło się z potężnym trzęsieniem ziemi, które na krótko przed uroczystością nawiedziło okolice Valparaíso. Podstawowym zadaniem nowego rządu stała się więc odbudowa zniszczonego regionu.
Montt powołał do swojego gabinetu zarówno liberalnych, jak i konserwatywnych ministrów.
W czasie kadencji Montta silnie rozwinęła się chilijska kolej żelazna, której sieć została rozbudowana na południu aż do Puerto Montt. Na wysokości Los Andes w 1910 linia kolejowa pierwszy raz w historii przecięła Andy.
Kolejnym punktem ciężkości w staraniach Montta był system edukacji, który to za jego kadencji znacząco uległ poprawie. Powstawały nowe placówki kulturalne, muzea i Akademia Sztuk Pięknych (Escuela y Museo de Bellas Artes) w Santiago.
Pedro Montt nie odniósł sukcesów w polityce socjalnej. Katastrofalnych warunków pracy i życia robotników w kopalniach saletry rząd nie był w stanie i nie chciał poprawić. Z tego powodu w 1907 doszło do strajku. Pracownicy kopalni z Iquique, którzy regularnie nie otrzymywali wynagrodzenia, a jedynie bony, które mogli realizować w kopalnianych sklepach przy zawyżonych cenach, zgromadzili się w liczbie prawie 10 000 rodzin (wśród nich Peruwiańczycy i Boliwijczycy) i koczowali na publicznym placu przed budynkiem administracji kopalni. Inni protestujący pracownicy również się do nich dołączyli.
Rząd ściągnął więc do Iquique liczne pułki regularnej armii. 20 grudnia 1907 wojsko spacyfikowało kopalnię saletry Buenaventura i zabiło sześciu robotników.
Ich pochówek następnego dnia przerodził się w polityczną demonstrację. Gubernator Iquique zniósł więc wolności konstytucyjne i rozwiązywał zgromadzenia robotników metodami siłowymi. Liczbę ofiar szacuje się na 130 do 1000. Ci, którzy przeżyli, byli więzieni w obozach na przedmieściach i wielokrotnie bici.
Konflikt między rządem i protestującymi pracownikami trwał nadal. Ocenzurowana prasa nic nie pisała o zajściach. Mimo to wkrótce stało się głośno o masakrze w Iquique, a temat ten szokował opinię publiczną przez szereg miesięcy.
Chile zaczęło przeżywać początek kryzysu gospodarczego. Rząd dodrukowywał pieniądze, przez co w szybkim tempie rosła inflacja.

## Choroba i śmierć
W 1910 Pedro Montt ciężko zachorował, jego lekarze radzili mu złożyć urząd i udać się na leczenie do Europy. W lipcu 1910 Montt wypłynął do Niemiec, gdzie 16 sierpnia 1910 zmarł. Jego minister spraw wewnętrznych i wiceprezydent Elías Fernández Albano, który praktycznie od 8 lipca 1910 wykonywał jego obowiązki, komisarycznie przejął rządzenie państwem.